# Salvadorská občanská válka
Salvadorská občanská válka byl vnitrostátní ozbrojený konflikt ve středoamerickém Salvadoru. Probíhala mezi roky 1979 a 1992. Jedná se o druhou nejdéle trvající občanskou válku v Latinské Americe (delší byla jen guatemalská občanská válka). Salvador zažíval období politické a sociální nejistoty již v 70. létech 20. století, ozbrojený konflikt byl vyústěním přetrvávajícího společenského napětí v zemi. Za oběť této válce padlo na 75 000 lidí, především z řad civilistů.
Proti sobě bojovaly salvadorská krajně pravicová vojenská vláda (respektive vládě podléhající Ozbrojené síly Salvadoru – španělsky Fuerzas armadas de El Salvador, zkratka FAES) a povstalecké levicové guerillové organizace. Mezi nimi nejaktivnější a největší byla Národní osvobozenecká fronta Farabunda Martího (Frente Farabundo Martí para la Liberación Nacional, zkratka FMLN), která vznikla v roce 1980 sloučením 4 levicových organizací a Komunistické strany Salvadoru.

## Historické souvislosti
Vnitrostátní situace v Salvadoru byla napjatá již dlouho před vypuknutím války. V zemi panovaly velké sociální rozdíly – rodiny několika oligarchů vlastnily téměř veškerou půdu na úkor většinového chudého obyvatelstva. Při potlačování rolnických nepokojů získala velký vliv armáda. V roce 1931 se k moci dostal generál Maximiliano Hernández Martínez, když vojenským pučem svrhl civilní vládu. Vláda Martíneze započala období vojenských vlád (junt), které řídily stát až do roku 1979. Tyto vlády tvrdě vystupovaly proti opozici, zvláště té levicové. V 70. letech 20. století docházelo k již větším nepokojům, které však bývaly armádou potlačeny a představitelé opozice začali být fyzicky likvidováni a zastrašováni za pomoci tzv. eskader smrti. Nárůst napětí a nepokojů částečně způsobil i masivní příliv Salvadorců, kteří se do Salvadoru vraceli po tom, co byli vyhnaní z Hondurasu po tzv. Fotbalové válce (1969).

## Průběh konfliktu

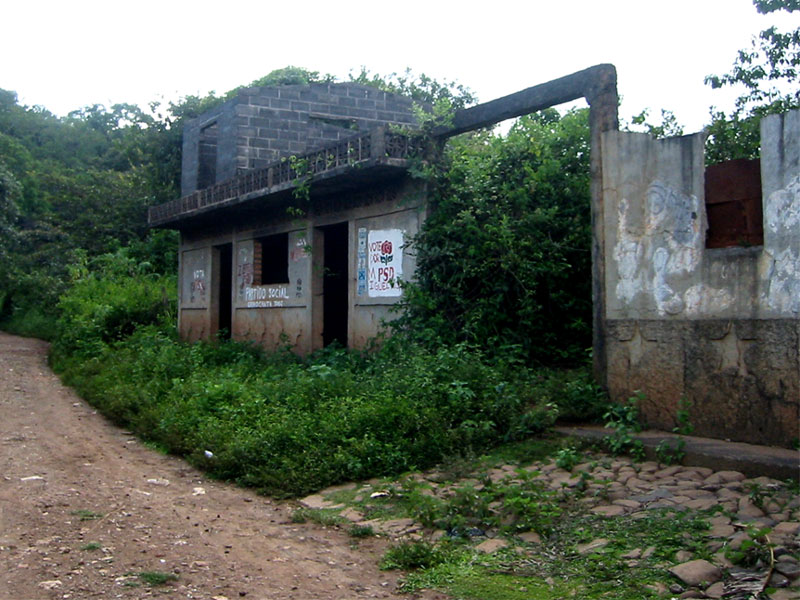
Vypálené ruiny vesnice El Mozote

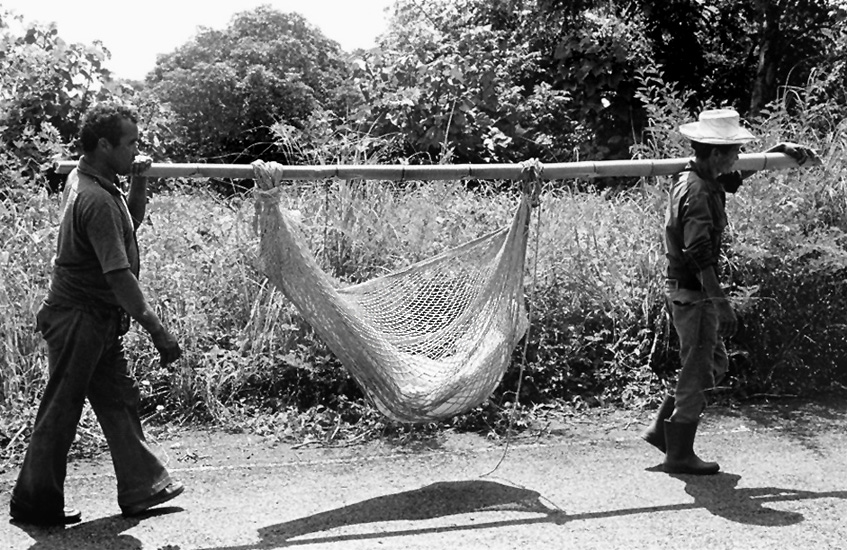
Oběť konfliktu nesená "zpět na farmu"

Za začátek občanské války bývá považován 17. říjen 1979, kdy úřadujícího vojenského prezidenta svrhla tzv. Revoluční vládnoucí junta. Ta následně učinila několik vstřícných kroků vůči guerille, ale nadále pokračovala s represemi a terorem.
Na vzrůstající násilí a teror ze strany armády začala ve větší míře upozorňovat místní římskokatolická církev, obzvláště arcibiskup Óscar Romero, který zároveň vyzýval k ukončení vojenské podpory salvadorské vlády Spojenými státy. Dne 24. března 1980 byl arcibiskup zastřelen členem eskadry smrti přímo během sloužení mše svaté v San Salvadoru. Jeho pohřbu se zúčastnily desetitisíce lidí. V květnu téhož roku byl v souvislosti s vraždou Romera zatknut major R. D'Aubuisson. Toho však na nátlak části armády vládnoucí junta zakrátko propustila a vyšetřování proti němu zastavila. Útoky eskader smrti mířené na církevní představitele pokračovaly i nadále, dokonce s vyšší důrazností .
Na události v zemi reagovala Národní osvobozenecká fronta Farabunda Martího (FMLN) (již značně podporovaná Kubou) rozsáhlou povstaleckou ofenzivou, kterou spustila na začátku roku 1981 a za nedlouho získala kontrolu nad velkou částí venkovských departementů Morazán a Chalatenango. Armáda zareagovala silnou protiofenzivou, která však byla z vojenského hlediska velmi neefektivní – povstalci si většinou své pozice udrželi a nejvíce trpělo civilní obyvatelstvo.
V průběhu celé občanské války bylo zaznamenáno vícero velkých masakrů civilního obyvatelstva. Nejvíce se jich odehrálo v letech 1981 a 1982 při armádní protipovstalecké ofenzivě. Vůbec nejhorší případ se udál v odlehlé části departementu Morazán, ve vesnici El Mozote. 11. prosince 1981 tam elitní jednotka salvadorské armády systematicky zavraždila na 730 lidí (některé zdroje uvádí až 900 mrtvých) včetně žen a dětí. Masakr přežilo jen několik osob.

## Mezinárodní kontext
Salvadorská občanská válka byla ovlivněna probíhající studenou válkou mezi Spojenými státy americkými a Sovětských svazem a jejich spojenci. Levicové guerillové organizace (především Komunistická strana Salvadoru) byly podporovány ze strany SSSR, Kuby či Nikaraguy. Naopak USA byly nejvýznamnějším zahraničním spojencem salvadorské vojenské vlády, které poskytovaly materiální i finanční pomoc. Mnozí příslušníci zdejší armády prošli výcvikem Institutu západní polokoule pro bezpečnostní spolupráci. USA tuto svoji podporu represivních režimů (nejen v Salvadoru) ospravedlňovaly obavou, že by v těchto státech mohly moc uchopit levicové síly. Ty by potom mohly směřovat, podobně jako v roce 1959 Kuba, politiku dané země směrem k Sovětského svazu a tím pozměnit poměr sil během studené války. USA dokonce do Salvadoru vysílaly své „poradce“, kteří pomáhali armádě v boji proti guerille.

## Ukončení konfliktu
K podstatnému zvratu došlo v listopadu 1989, když FMLN začala velkou ofenzivu, během které se jí podařilo získat kontrolu dokonce nad některými okrajovými čtvrtěmi San Salvadoru. Celé město se jim nakonec obsadit nepodařilo, ale jejich akce ukázala patovost ozbrojeného konfliktu, kde ani jedna strana není schopná porazit tu druhou. Mezitím stále narůstal mezinárodní tlak na ukončení války. Na salvadorskou vládu začal naléhat i její největší spojenec – vláda USA. Nový prezident Salvadoru Alfredo Cristiani (zvolený v roce 1989 v polosvobodných volbách) tak i navzdory nesouhlasu části armády zahájil s povstalci přímé vyjednávání. Příměří bylo vyjednáno již v dubnu 1991. Konflikt byl však oficiálně ukončen až 16. ledna 1992 podepsáním mírové smlouvy na zámku Chapultepec v Ciudad de México. Smlouva umožnila demobilizaci guerillových jednotek a zapojení levicových stran do politického života země.